# Danish Open
Il Danish Open è stato un torneo femminile di tennis giocato a Farum in Danimarca. Faceva parte della categoria International ed era giocato sul cemento indoor. La 1ª edizione si è giocata nel 2010 ed è stata la 1ª volta di un torneo femminile del WTA Tour svoltosi in Danimarca. A partire dal 2013 è stato escluso dal WTA Tour venendo sostituito dal BNP Paribas Katowice Open.

## Albo d'oro

### Singolare
| Anno | Campionessa            | Finalista          | Punteggio   |
| ---- | ---------------------- | ------------------ | ----------- |
| 2012 | Angelique Kerber       | Caroline Wozniacki | 6–4, 6–4    |
| 2011 | Caroline Wozniacki (2) | Lucie Šafářová     | 6–1, 6–4    |
| 2010 | Caroline Wozniacki (1) | Klára Zakopalová   | 6–2, 7–6(5) |

### Doppio
| Anno | Campionesse                      | Finaliste                           | Punteggio        |
| ---- | -------------------------------- | ----------------------------------- | ---------------- |
| 2012 | Kimiko Date-Krumm Rika Fujiwara  | Sofia Arvidsson Kaia Kanepi         | 6–2, 4–6, [10-5] |
| 2011 | Johanna Larsson Jasmin Wöhr      | Kristina Mladenovic Katarzyna Piter | 6–3, 6–3         |
| 2010 | Julia Görges Anna-Lena Grönefeld | Vitalija D'jačenko Tat'jana Puček   | 6–4, 6–4         |